# Dan Jansen
Daniel (Dan) E. Jansen (West Allis, 17 juni 1965) is een Amerikaanse voormalig schaatser.

## Biografie
Dan Jansen was als junior al een zeer goede sprinter op het ijs en vestigde in 1982, op 16-jarige leeftijd, een wereldrecord voor junioren op de 500 meter.
Een rode draad in Jansens schaatscarrière bleef het ontbreken van Olympisch eremetaal tijdens een Winterspelen. Tijdens de Winterspelen van 1984 in Sarajevo eindigde hij met een vierde plaats op de 500 meter net naast het podium. Op de 1000 meter werd hij 16e.

### Jaren 80
In de vier jaar die volgden, vond hij aansluiting bij de wereldtop van sprinters door een derde (1985), tweede (1986) en zelfs een eerste plaats (1988) bij het WK Sprint. Het laatste kampioenschap werd één week voor de Olympische Winterspelen van Calgary gehouden. Hij ging als favoriet de Winterspelen tegemoet. Zijn zus Jane, die hem aanzette tot schaatsen, leed aan leukemie en een telefoontje acht uur voor de 500 meter bracht hem het nieuws dat zij was overleden. De boodschap Denk niet aan mij, Win goud. Daar heb je al die jaren keihard voor getraind kreeg hij mee. Daarom stond hij aan de start van de race, maar al in de eerste bocht kwam Jansen ten val. Vier dagen later op de 1000 meter waagde hij weer een kans, maar ook ditmaal viel hij.

### Jaren 90
Jansen zette door en wilde een medaille winnen tijdens een Winterspelen. In de volgende drie jaar werd hij bij alle drie de wereldkampioenschappen sprint vierde. In januari 1992 kon hij eindelijk weer indruk maken op onder andere zijn Oost-Duitse rivaal Uwe-Jens Mey met een nieuw wereldrecord op de 500 meter. Met 36,41 schaatste Jansen 0,02 seconden sneller dan het zes dagen oude record van Mey. Mede door deze prestatie was Jansen weer favoriet voor de Winterspelen die ditmaal in het Franse Albertville gehouden werden. Met een vierde plaats op de 500 meter slaagde de Amerikaan er weer niet in om op het podium te komen. Op de 1000 meter kon hij al helemaal geen potten breken met een 26e tijd, hoewel hij de snelste opening had.
Jansen moest twee jaar wachten op de volgende mogelijkheid, maar de Winterspelen van 1994 in Lillehammer zouden wel zijn laatste Winterspelen worden, zo kondigde hij aan. In de twee jaar vóór de Spelen verbeterde Jansen zesmaal een wereldrecord en hij werd de eerste schaatser die een 500 meter sneller dan 36 seconden schaatste. Een wereldtitel sprint in 1994 zorgde ervoor de derde maal voor dat hij als grootste kanshebber op de 500 meter naar Noorwegen afreisde. Jansen kon wederom niet oogsten - ditmaal door haperingen in de laatste bocht - waardoor Aleksandr Goloebev met het goud aan de haal ging en Jansen als achtste de afstand eindigde. De laatste mogelijkheid op eremetaal werd zijn niet-favoriete afstand van 1000 meter. Van zijn coach Peter Mueller moest hij twee dagen vrijaf nemen en mocht hij zich de dag voor de race pas weer laten zien op de schaatsbaan. In de openingsrit van de 1000 meter benaderde Igor Zjelezovski het wereldrecord van Kevin Scott tot op 0,18 seconden. Jansen startte in de vierde rit en het leek erop dat hij een harde dobber zou hebben aan deze scherpe tijd. Opeens leek alles samen te vallen. Een uitstekende openingstijd en twee goede ronden leverden hem een tijd op van 1.12,43, waarmee hij het wereldrecord met 0,11 seconden aanscherpte. Daarmee won Jansen in zijn laatste race een Olympische gouden medaille.

## Records

### Persoonlijke records
| Afstand    | Tijd    | Datum            | Baan       |
| ---------- | ------- | ---------------- | ---------- |
| 500 meter  | 35,76   | 30 januari 1994  | Calgary    |
| 1000 meter | 1.12,43 | 18 februari 1994 | Hamar      |
| 1500 meter | 1.55,62 | 14 maart 1993    | Heerenveen |
| 3000 meter | 4.25,63 | 5 maart 1983     | Sarajevo   |
| 5000 meter | 7.50,22 | 7 februari 1982  | Inzell     |

### Wereldrecords
| Nr.  | Afstand              | Tijd    | Datum            | Baan    |
| ---- | -------------------- | ------- | ---------------- | ------- |
| jr1. | 500 meter (junioren) | 38,42   | 23 januari 1982  | Davos   |
| 1.   | 500 meter            | 36,41   | 25 januari 1992  | Davos   |
| 2.   | 500 meter            | 36,41   | 19 maart 1993    | Calgary |
| 3.   | 500 meter            | 36,02   | 20 maart 1993    | Calgary |
| 4.   | Sprintvierkamp       | 145,580 | 20 maart 1993    | Calgary |
| 5.   | 500 meter            | 35,92   | 4 december 1993  | Hamar   |
| 6.   | 500 meter            | 35,76   | 30 januari 1994  | Calgary |
| 7.   | Sprintvierkamp       | 144,815 | 30 januari 1994  | Calgary |
| 8.   | 1000 meter           | 1.12,43 | 18 februari 1994 | Hamar   |

#### Wereldrecords laaglandbaan (officieus)
| Nr. | Afstand    | Tijd    | Datum            | Baan  |
| --- | ---------- | ------- | ---------------- | ----- |
| 1.  | 500 meter  | 35,92   | 4 december 1993  | Hamar |
| 2.  | 1000 meter | 1.12,43 | 12 februari 1994 | Hamar |

## Resultaten
| Jaar | Olympische Spelen | WK Sprint | WK Junioren |
| ---- | ----------------- | --------- | ----------- |
| 1982 |                   |           | 13e         |
| 1983 |                   | 12e       | 9e          |
| 1984 | 4e 500m 16e 1000m | 7e        |             |
| 1985 |                   | Brons     |             |
| 1986 |                   | Zilver    |             |
| 1987 |                   | 12e       |             |
| 1988 | NF 500m NF 1000m  | Goud      |             |
| 1989 |                   | 4e        |             |
| 1990 |                   | 4e        |             |
| 1991 |                   | 4e        |             |
| 1992 | 4e 500m 26e 1000m | Zilver    |             |
| 1993 |                   | 5e        |             |
| 1994 | 8e 500m · 1000m   | Goud      |             |

NF = niet gefinisht

### Medaillespiegel
| Kampioenschap     | Goud | Zilver | Brons |
| ----------------- | ---- | ------ | ----- |
| Olympische Spelen | 1    | 0      | 0     |
| WK Sprint         | 2    | 2      | 1     |
| WK Junioren       | 0    | 0      | 0     |

1976: Peter Mueller ·
1980: Eric Heiden ·
1984: Gaétan Boucher ·
1988: Nikolaj Goeljajev ·
1992: Olaf Zinke ·
1994: Dan Jansen ·
1998: Ids Postma ·
2002: Gerard van Velde ·
2006: Shani Davis ·
2010: Shani Davis ·
2014: Stefan Groothuis ·
2018: Kjeld Nuis ·
2022: Thomas Krol
- Gemeinsame Normdatei: 119278812
- Virtual International Authority File: 52495545